# Baśń o carewiczu i trzech doktorach
Baśń o carewiczu i trzech doktorach (ros. Сказка о царевиче и трех лекарях) – radziecki krótkometrażowy film animowany z 1965 roku w reżyserii Oksany Tkaczenko. Autorem scenariusza jest Fiodor Chitruk.

## Fabuła
Opowieść o rozpieszczonym carewiczu, który ciężko zachorował i nikt nie potrafił go wyleczyć. Właściwe lekarstwo na dolegliwości carewicza znalazł wesoły drwal. Tym lekarstwem była praca.

## Animatorzy
Dawid Czerkasski, Mark Drajcun, Jewgienij Siwokoń, Wołodymyr Dachno, Władimir Gonczarow